# Мирогой
Ми́рогой (хорв. Mirogoj, Мирогойський цвинтар) — центральний некрополь у столиці Хорватії місті Загребі, де поховані визначні діячі хорватського народу; вважається одним з найкрасивіших парків-цвинтарів у Європі; меморіальна та історико-архітектурна пам'ятка міста і країни.
Розташований біля перехрестя Мирогойського шосе та вулиці Германа Болле, нині адміністративно відноситься до міського району Горній Град — Медвешчак.

## Історія цвинтаря
Цвинтар був створений у 1876 році на ділянці землі, якою володів національний поет, мовознавець Людевит Гай.
Архітектор Герман Болле спроектував головну будівлю — центральний вхід до кладовища. Спорудження аркад, купола і церкви на головному вході розпочалося в 1879 році і завершилося в 1929 році.
В аркадах Мирогою розташовані поховання багатьох відомих хорватів.
На цвинтарі поховані представники різних конфесій: католики, православні, мусульмани, юдеї, протестанти, мормони та атеїсти.

## Поховання
- Володимир Бакаріч — югославський політичний діяч;
- Людевит Гай — національний поет, лінгвіст, один із засновників іллірійського руху та співавтор літературної норми хорватської мови;
- Янко Драшкович — політик, один із лідерів іллірійського руху і творець Матиці хорватської;
- Степан Джурекович — хорватський підприємець і дисидент, вбитий спецслужбами у Німеччині в 1983 року;
- Мирослав Крлежа — письменник;
- Отон Кучера — астроном;
- Антун Густав Матош — поет
- Ізток Пуц — словенський гандболіст, олімпійський чемпіон.
- Владко Мачек — лідер Хорватської селянської партії;
- Владимир Назор — поет і письменник, державний і громадський діяч;
- Максимиліан Негован — головнокомандувач і адмірал Військово-морських сил Австро-Угорщини[3];
- Дражен Петрович — баскетболіст;
- Владимир Прелог — хімік, лауреат Нобелівської премії
- Петар Прерадович — хорватський (за походженням серб) військовий діяч, генерал австро-угорської армії, поет;
- Степан Радич — голова Хорватської селянської партії, жертва вбивці, сербського націоналіста;
- Івиця Рачан — хорватський політик, прем'єр-міністр Хорватської республіки (2000—2003);
- Наста Ройц — художниця
- Франьо Туджман — перший Президент Хорватії
- Тин Уєвич — поет;
- Еміль Узелац — командувач австро-угорськими військово-повітряними силами;
- Рудольф Хорват — історик;
- Крешимир Чосич — баскетболіст;
- Івіца Шерфезі — співак;
- Савич Маркович Штедимлія — чорногорський і хорватський публіцист, усташ;
- Іван Шубашич — хорватський і югославський політик, відоміший як останній бан Бановини Хорватія;
- Златко Балокович — хорватський скрипаль;
- Зофка Кведер (1878—1926) — словенська письменниця, перекладачка і журналістка;
- Франьо Бучар — хорватський літературознавець.

## Меморіали
- Монумент загиблим хорватським солдатам у Першій світовій війні (1919);
- Монумент югославським національним героям;
- Меморіальний хрест солдатам хорватського домобранства (1993);
- Монумент жертвам Блайбурга і хресної ходи (1994);
- Німецьке військове кладовище (1996);
- Монумент «Голос хорватських жертв — Стіна болю» (хорватським жертвам Хорватської війни за незалежність).

## Галерея

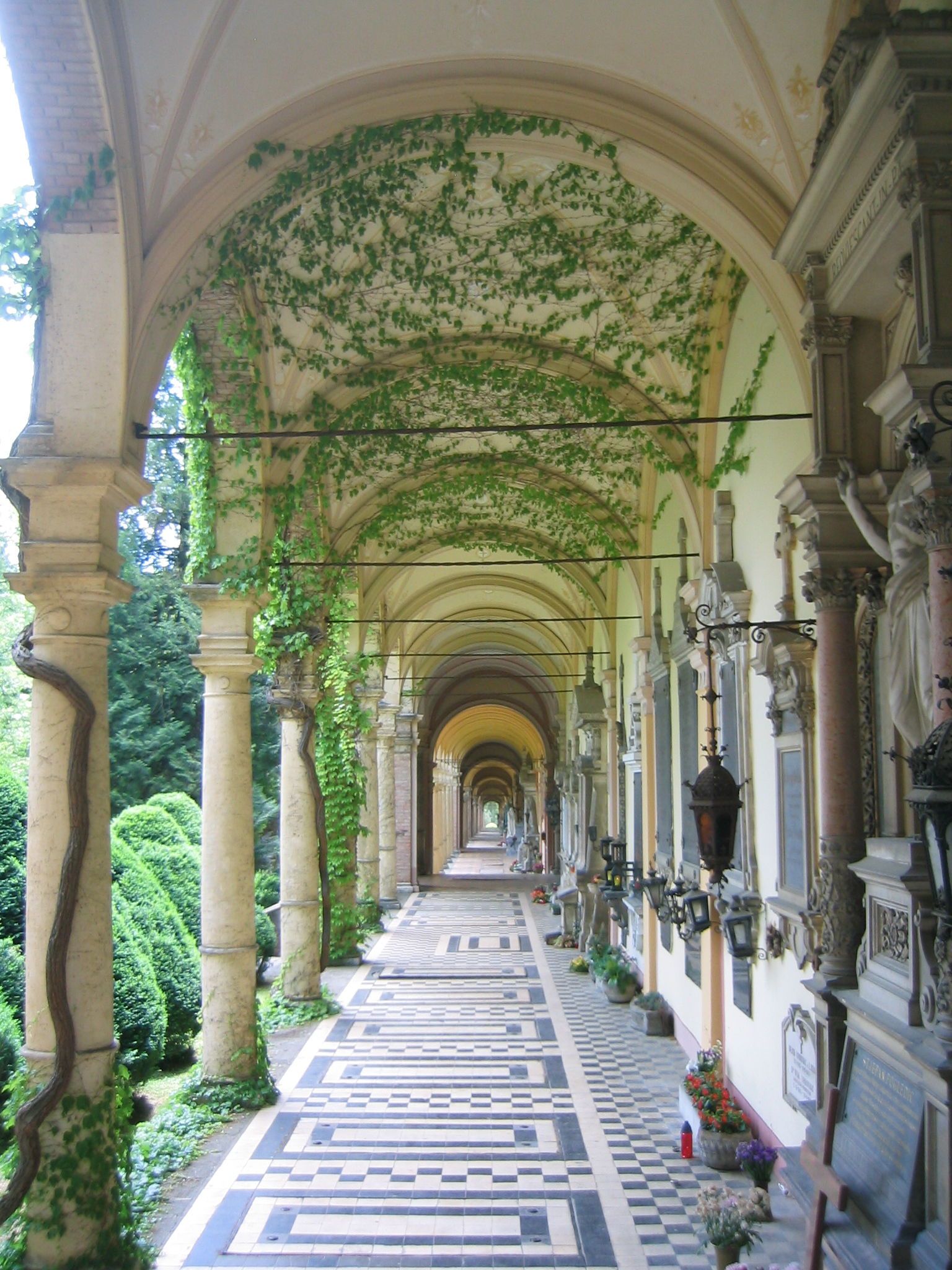
Аркада
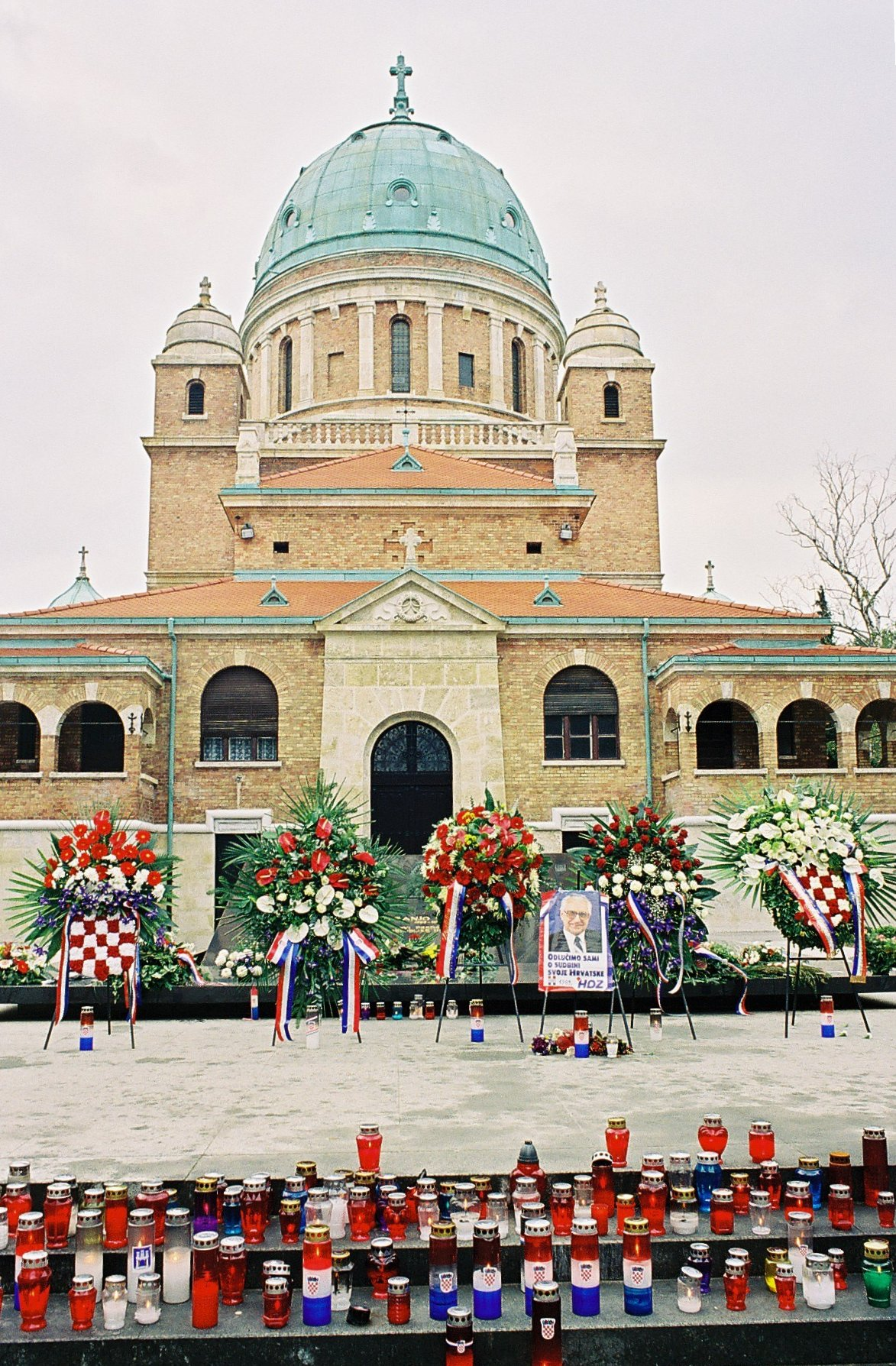
Могила Франьо Туджмана
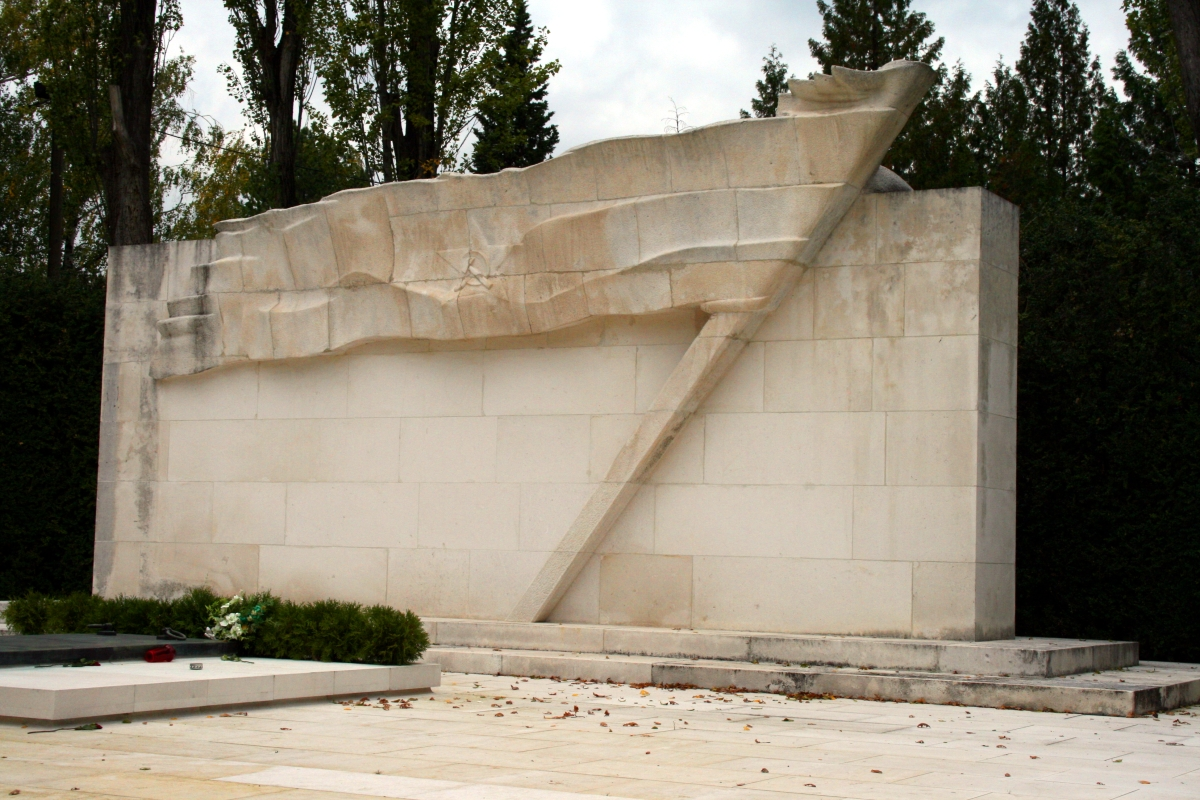
Гробниця народних героїв
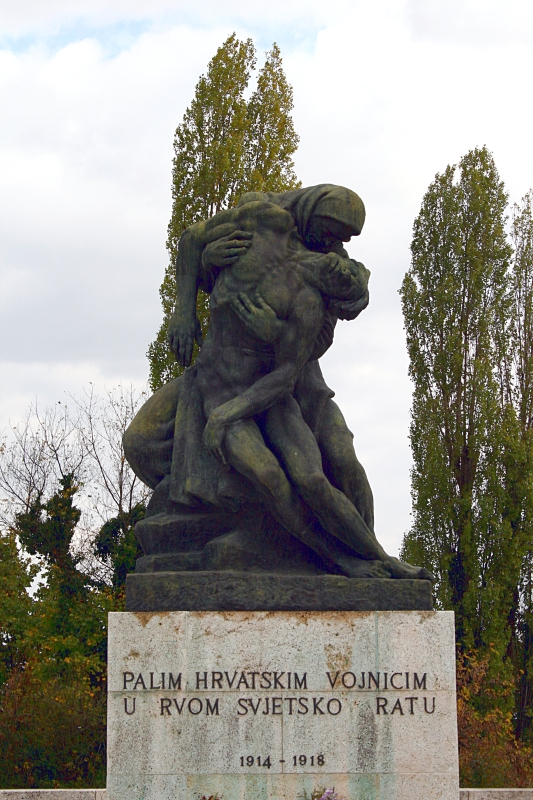
Пам'ятник загиблим хорватським воїнам у Першій світовій війні 1914–1918 (1919)